# Sint-Hubertuskerk (Erpekom)

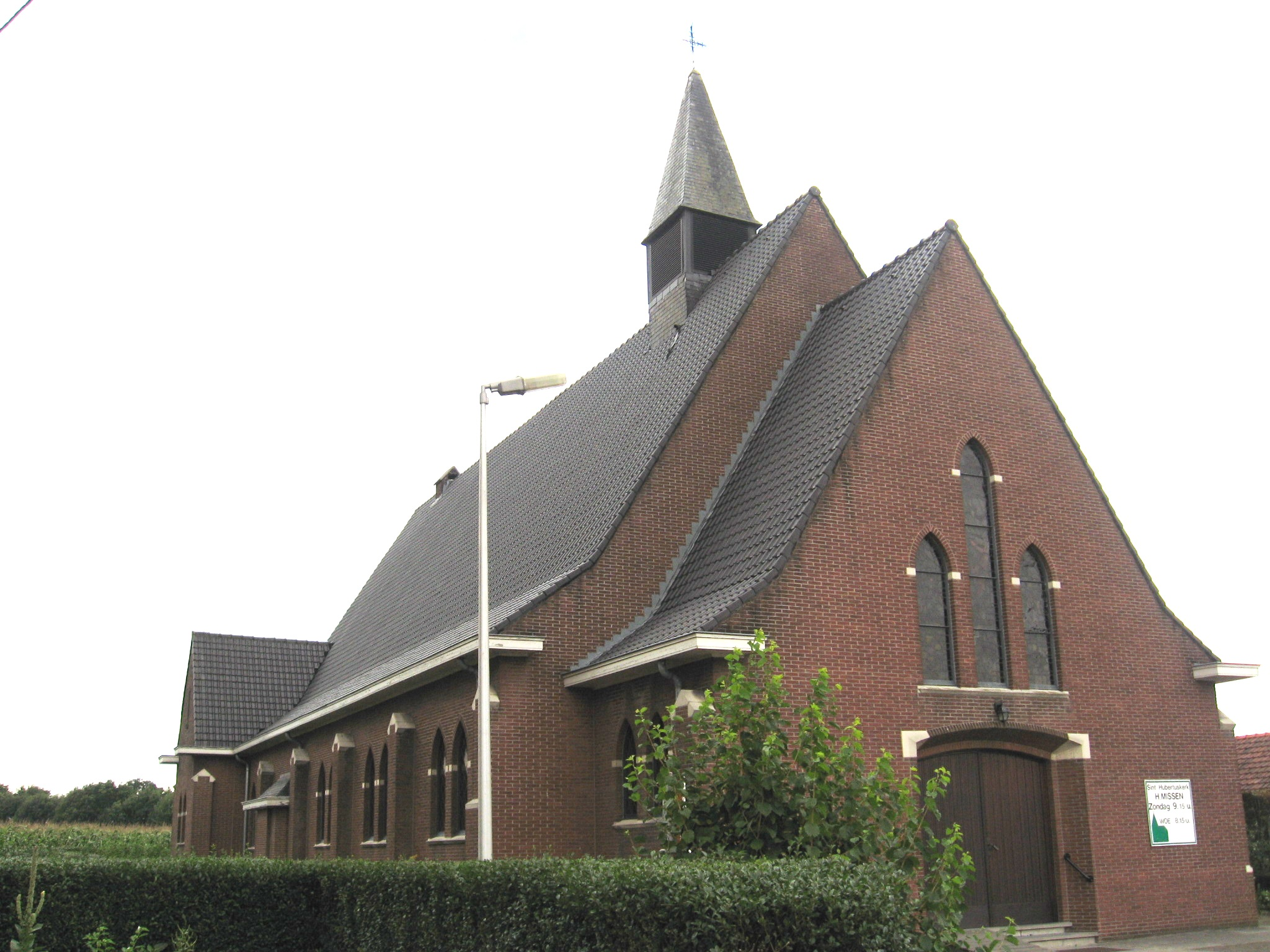
Nieuwe Sint-Hubertuskerk

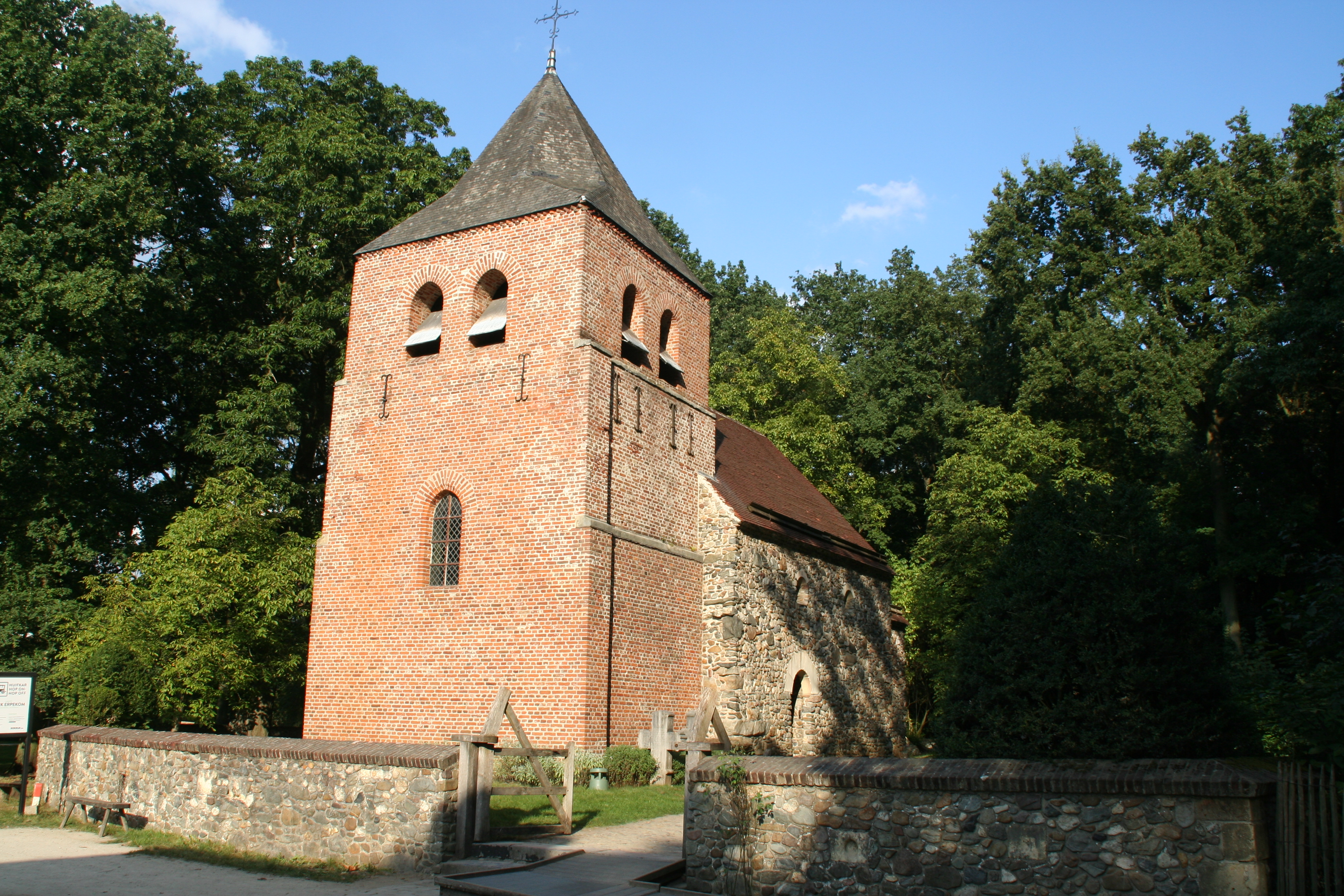
Oude Sint-Hubertuskerk (Bokrijk)

De Sint-Hubertuskerk is de parochiekerk van Erpekom, een kerkdorp van Grote-Brogel. De kerk bevindt zich aan de Erpekommerweg.

## Romaans kerkje
In Erpekom bestond reeds een 11e- of 12e-eeuws romaans kerkje met een aangebouwde laatgotische bakstenen toren uit ongeveer 1550. In de 13e eeuw werd het schip vergroot en ook werd het koor toen vernieuwd. In 1959 werd dit verkocht aan het Openluchtmuseum Bokrijk en in 1960 daarheen verplaatst, waartoe het steen voor steen was afgebroken en daar weer opgebouwd. Het kerkje is gedeeltelijk uit Maaskeien opgetrokken en het bevat een muurschildering die vermoedelijk de Heilige Hubertus voorstelt. Bij de naar Bokrijk overgebrachte inventaris behoorde een gesigneerd altaarretabel van Jan van Steffeswert uit 1510 met een voorstelling van de bekering van Sint-Hubertus.

## Nieuwe kerk
Een nieuwe kerk werd ingewijd in 1960. Deze bakstenen zaalkerk werd ontworpen door de Zonhovense architect Juul Maris (1913-1972). De stijl van de kerk is afgeleid van de traditionalistische baksteenarchitectuur van de jaren 30 van de 20e eeuw. De kerk heeft een rechthoekig koor en het dak is met een dakruiter getooid. De glas-in-loodramen zijn uit 1961.
Het kerkmeubilair stamt uit de tijd van de bouw van de nieuwe kerk.

## Kerkmonument
In 2011 werd een monument opgericht dat de verplaatsing van het oude kerkje memoreert. Het is een kruis van glazen platen waarop met zeefdruktechniek een afbeelding van het oude kerkje is aangebracht. Het monument bevat ook een kerkklok, die echter niet uit het oude kerkje afkomstig is, maar uit de ontmantelde kerk van het bungalowpark Erperheide.